# Bonaldo Giaiotti

Bonaldo Giaiotti

Bonaldo Giaiotti (Ziracco, 25 dicembre 1932 – Milano, 12 giugno 2018) è stato un basso italiano.

## Biografia
Si perfezionò a Udine e a Milano con Bruno Carmassi e Alfredo Strano, debuttando nel 1958 al Teatro Nuovo di Milano.
Dopo i primi successi in Italia cantò nel 1959 a Cincinnati come Basilio ne Il barbiere di Siviglia e già nel 1960 venne scritturato al Metropolitan di New York, esordendo come Gran Sacerdote di Belo in Nabucco e iniziando una carriera cinquantennale, che lo vide nel massimo teatro newyorkese per 26 stagioni, in più di 400 recite e in 30 ruoli. Tra quelli più frequentati: Filippo II, Alvise, Padre Guardiano, Ramphis. Fu presente anche in altri importanti teatri in tutto il mondo, tra cui Londra, Parigi, Vienna, Barcellona, Tokyo.
Dopo il lungo soggiorno negli States, riprese una regolare attività in Italia, dove, fra le altre, nel 1985 interpretò a Genova l'opera dimenticata di Gaetano Donizetti Il diluvio universale; nel 1986 debuttò tardivamente alla Scala ne La sonnambula e inaugurò il nuovo Teatro Regio di Torino con I vespri siciliani. 
Dopo l'abbandono delle scene fu attivo come insegnante.

## Repertorio[2]
| Ruolo                           | Titolo                  | Autore      |
| ------------------------------- | ----------------------- | ----------- |
| Conte Rodolfo                   | La sonnambula           | Bellini     |
| Oroveso                         | Norma                   | Bellini     |
| Sir Giorgio                     | I puritani              | Bellini     |
| Nourabad                        | I pescatori di perle    | Bizet       |
| Mefistofele                     | Mefistofele             | Boito       |
| Il principe Gremin              | Eugenio Onegin          | Čajkovskij  |
| Enrico VIII                     | Anna Bolena             | Donizetti   |
| Raimondo Bidebent               | Lucia di Lammermoor     | Donizetti   |
| Don Alfonso d’Este              | Lucrezia Borgia         | Donizetti   |
| Noè                             | Il diluvio universale   | Donizetti   |
| Baldassarre                     | La favorita             | Donizetti   |
| Alto Sacerdote                  | La regina di Saba       | Goldmark    |
| Mefistofele                     | Faust                   | Gounod      |
| Don Diègue                      | Le Cid                  | Massenet    |
| Les Comte des Grieux            | Manon                   | Massenet    |
| Enéas                           | Esclarmonde             | Massenet    |
| Il Commendatore                 | Don Giovanni            | Mozart      |
| Sarastro                        | Il flauto magico        | Mozart      |
| Pimen                           | Boris Godunov           | Musorgskij  |
| Alvise Badoero                  | La Gioconda             | Ponchielli  |
| Colline                         | La bohème               | Puccini     |
| Timur                           | Turandot                | Puccini     |
| Jack Wallace                    | La fanciulla del West   | Puccini     |
| Don Basilio                     | Il barbiere di Siviglia | Rossini     |
| Mosè                            | Mosè                    | Rossini     |
| Il vecchio ebreo                | Sansone e Dalila        | Saint-Saëns |
| L’imperatore                    | Regina Uliva            | Sonzogno    |
| Zaccaria Gran Sacerdote di Belo | Nabucco                 | Verdi       |
| Don Ruy Gomez de Silva          | Ernani                  | Verdi       |
| Attila                          | Attila                  | Verdi       |
| Ludovico                        | Otello                  | Verdi       |
| Sparafucile Monterone           | Rigoletto               | Verdi       |
| Giovanni da Procida             | I vespri siciliani      | Verdi       |
| Jacopo Fiesco                   | Simon Boccanegra        | Verdi       |
| Padre Guardiano                 | La forza del destino    | Verdi       |
| Filippo II Grande Inquisitore   | Don Carlo               | Verdi       |
| Ramfis                          | Aida                    | Verdi       |
| Conte di Walter                 | Luisa Miller            | Verdi       |
| Massimiliano                    | I masnadieri            | Verdi       |
| Ferrando                        | Il trovatore            | Verdi       |
| Samuel                          | Un ballo in maschera    | Verdi       |
| Banco                           | Macbeth                 | Verdi       |
| Enrico l’Uccelatore             | Lohengrin               | Wagner      |
| Gurnemanz                       | Parsifal                | Wagner      |
| Daland                          | L'olandese volante      | Wagner      |

## Discografia

### Incisioni in studio
- Turandot, con Birgit Nilsson, Franco Corelli, Renata Scotto, dir. Francesco Molinari Pradelli, HMV 1965.
- Aida, con Birgit Nilsson, Franco Corelli, Grace Bumbry, Mario Sereni, dir. Zubin Mehta, HMV 1967.
- Il trovatore, con Plácido Domingo, Leontyne Price, Sherrill Milnes, Fiorenza Cossotto, dir. Zubin Mehta, RCA 1969.
- La Juive, con Martina Arroyo, Richard Tucker, Anna Moffo, dir. Antonio de Almeida, RCA 1974.
- Luisa Miller (conte Walter), con Montserrat Caballé, Luciano Pavarotti, Sherrill Milnes, dir. Peter Maag, Decca 1975.
- La forza del destino, con Leontyne Price, Plácido Domingo, Sherrill Milnes, Fiorenza Cossotto, dir. James Levine, RCA 1976.
- La forza del destino (DVD), con Leontyne Price, Giuseppe Giacomini, Leo Nucci, dir. James Levine, DG 1984.
- Iris, con I. Tokody, Plácido Domingo, Juan Pons, dir. Giuseppe Patanè, CBS 1988.

### Edizioni dal vivo
- Turandot, Met 1961, con Birgit Nilsson, Franco Corelli, Anna Moffo, dir. Leopold Stokowski, ed. Pristine/Datum
- Rigoletto, Met 1964, con Robert Merrill, Roberta Peters, Richard Tucker, dir. Fausto Cleva ed. Sony
- Il trovatore, Met 1965, con Bruno Prevedi, Gabriella Tucci, Robert Merrill, Biserka Cvejic, - Dir. Georges Prêtre ed. House of Opera
- Aida (DVD), Verona 1966, con Leyla Gencer, Carlo Bergonzi, Anselmo Colzani, Fiorenza Cossotto, dir. Franco Capuana, ed. Hardy Classic.
- I vespri siciliani, Met 1967, con Virginia Zeani, Kostas Paskalis, Eugenio Fernandi, dir. Francesco Molinari Pradelli ed. Opera Lovers
- La Gioconda, Met 1968, con Renata Tebaldi, Carlo Bergonzi, Cornell MacNeil, Fiorenza Cossotto, dir. Fausto Cleva, ed. GOP.
- I puritani, RAI-Roma 1969, con Mirella Freni, Luciano Pavarotti, Sesto Bruscantini, dir. Riccardo Muti, ed. Nuova Era/Opera D'Oro.
- I vespri siciliani, Rai-Roma 1970, con Martina Arroyo, Sherrill Milnes, Gianfranco Cecchele, dir. Thomas Schippers, ed. Myto
- I masnadieri, RAI-Torino 1971, con Rita Orlandi Malaspina, Gastone Limarilli, Mario Petri, dir. Franco Mannino, ed. Opera Lovers
- Lucia di Lammermoor, Met 1971, con Roberta Peters, Franco Corelli, Matteo Manuguerra, dir. Carlo Franci, ed. Living Stage.
- I puritani, Buenos Aires 1972, con Cristina Deutekom, Alfredo Kraus, Giampiero Mastromei, dir. Michelangelo Veltri, ed. Arkadia.
- Nabucco, Venezia 1972, con Mario Zanasi, Angeles Gulin, Gastone Limarilli, dir. Nino Sanzogno, ed. Mondo Musica.
- La Gioconda, Ginevra 1979, con Montserrat Caballé, José Carreras, Matteo Manuguerra, Maria Luisa Nave, dr. Jesus Lopez-Cobos, ed. Legato Classics.
- Lucrezia Borgia, Firenze 1979, con Leyla Gencer, Alfredo Kraus, Gianfranco Manganotti, Elena Zilio, dir. Gabriele Ferro, ed. Living Stage.